# Sản phẩm giáng hóa fibrin
Sản phẩm giáng hóa fibrin (FDP) là các thành phần của máu được tạo ra khi ly giải cục máu đông. Đông máu tại vị trí vết thương tạo ra mạng lưới fibrin. Khi vết thương lành, quá trình đông máu sẽ chậm lại. Cuối cùng cục máu đông bị phá vỡ và được plasmin ly giải. Khi cục máu đông và lưới fibrin ly giải, các mảnh protein sẽ được giải phóng vào cơ thể. Những mảnh này là sản phẩm thoái hóa fibrin. D-dimer là sản phẩm giáng hóa fibrin có ý nghĩa bệnh học nhất.
Nồng độ của FDP tăng lên sau các nguyên nhân bất kỳ gây ra huyết khối.
Xét nghiệm fibrin và sản phẩm giáng hóa fibrinogen (FDP) thường được sử dụng để chẩn đoán đông máu nội mạch rải rác (còn gọi là đông máu nội mạch lan tỏa).

## Marker khối u
Một marker khối u là AMDL-ELISA DR-70 (Onko-Sure) được FDA Hoa Kỳ phê duyệt vào ngày 1 tháng 7 năm 2008 chỉ để chẩn đoán in vitro (trong ống nghiệm) và xét nghiệm để theo dõi ung thư đại trực tràng với tính hiệu quả hơn 50% so với kháng nguyên carcinoembryonic (CEA) khi giá trị CEA thấp. Xét nghiệm máu Onko-Sure cũng có thể phát hiện các khối u/ung thư: phổi, vú, dạ dày, gan, đại tràng; trực tràng, buồng trứng, thực quản, cổ tử cung, nguyên bào nuôi, tuyến giáp, u lympho ác tính và u tụy.